# 169P/NEAT
169P/NEAT, indicata anche come cometa NEAT 22, è una cometa periodica dalla scoperta travagliata: fu individuata originariamente il 15 marzo 2002 da parte del programma Near Earth Asteroid Tracking e considerata un asteroide e come tale denominata, 2002 EX12. A fine luglio 2005, dopo oltre tre anni dalla scoperta iniziale, due astronomi scoprirono che l'asteroide aveva sviluppato una coda, dimostrando di essere in effetti una cometa; di conseguenza dopo un breve periodo durante il quale l'oggetto assumeva una denominazione cometaria, P/2002 EX 12 NEAT, gli veniva assegnata la denominazione definitiva, 169P/NEAT. La cometa sarebbe correlata con lo sciame meteorico delle Alfa capricornidi .